# Егиндыбулак (Курчумский район)
Егиндыбулак (каз. Егіндібұлақ, до 1992 г. — Калинино) — аул в Куршимском районе Восточно-Казахстанской области Казахстана. Входит в состав Калгутинского сельского округа. Код КАТО — 635249300.

## Население
В 1999 году население аула составляло 248 человек (130 мужчин и 118 женщин). По данным переписи 2009 года, в ауле проживало 89 человек (47 мужчин и 42 женщины).